# 蒙塔尔扎
蒙塔尔扎（法語：Montalzat，法語發音：[mɔ̃talza]）是法国奧克西塔尼大區塔恩-加龙省的一个市镇，属于蒙托邦区。

## 地理
蒙塔尔扎（44°12'30"N, 1°30'0"E）面积27.5 平方千米，位于法国奧克西塔尼大區塔恩-加龙省，该省份为法国西南部内陆省份，北起顺时针与洛特省、阿韦龙省、塔恩省、上加龙省、热尔省和洛特-加龙省接壤。
与蒙塔尔扎接壤的市镇（或旧市镇、城区）包括：凯尔西地区贝尔福、欧蒂、科萨德、拉庞什、凯尔西地区蒙珀扎、圣樊尚多泰雅克。

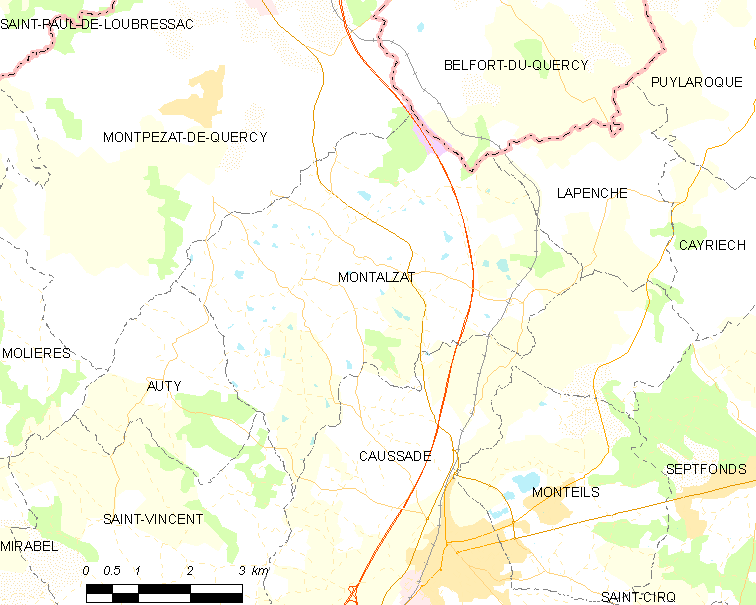
蒙塔尔扎的OSM定位图

蒙塔尔扎的时区为UTC+01:00、UTC+02:00（夏令时）。

## 行政
蒙塔尔扎的邮政编码为82270，INSEE市镇编码为82119。

## 政治
蒙塔尔扎所属的省级选区为凯尔西-阿韦龙县。

## 人口

1962-2008年间蒙塔尔扎人口变化图示

蒙塔尔扎于2022年1月1日时的人口数量为654人。